# TeleSchach

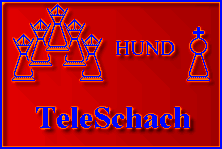
Logo (Bildzeichen) seit 1. Januar 1997

TeleSchach ist ein privat betriebenes Internetportal zum Thema Schach, das in den Jahren 1995 und 1996 von Gerhard Hund aufgebaut wurde. Neben „Interessantem zum Thema Schach“ sind dort auch vielfältige Themen abseits des Schachspiels zu finden, darunter „Klimawandel“, „Odelzhausen – Aktuelles aus meiner ehemaligen Heimat“ oder „Ahnenforschung“.

## Historie

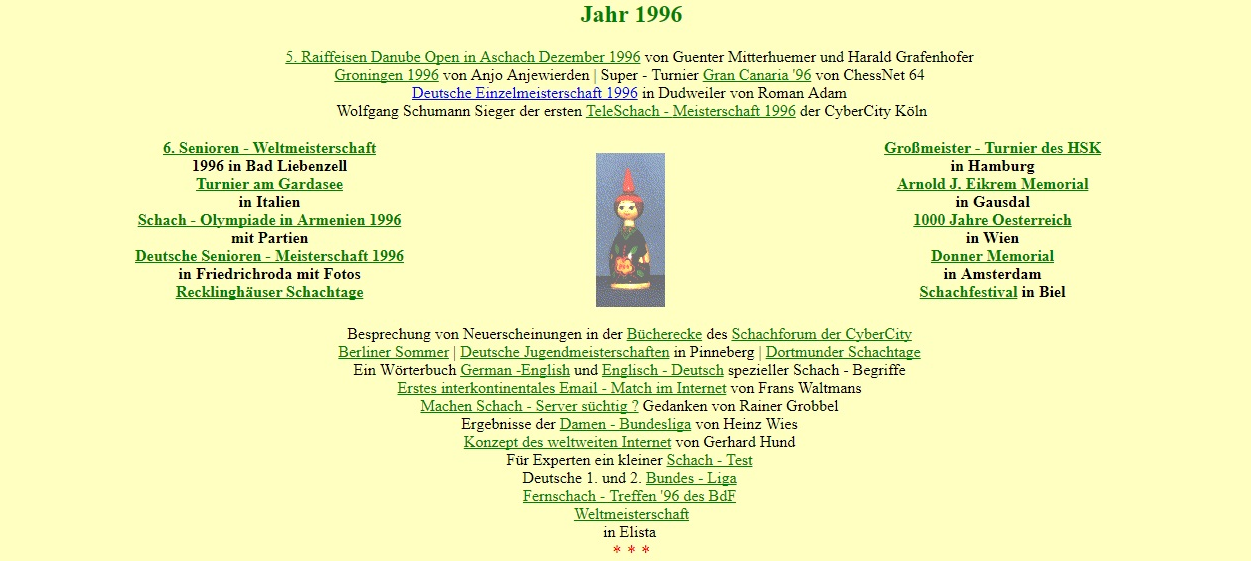
Schach aktuell (1996)

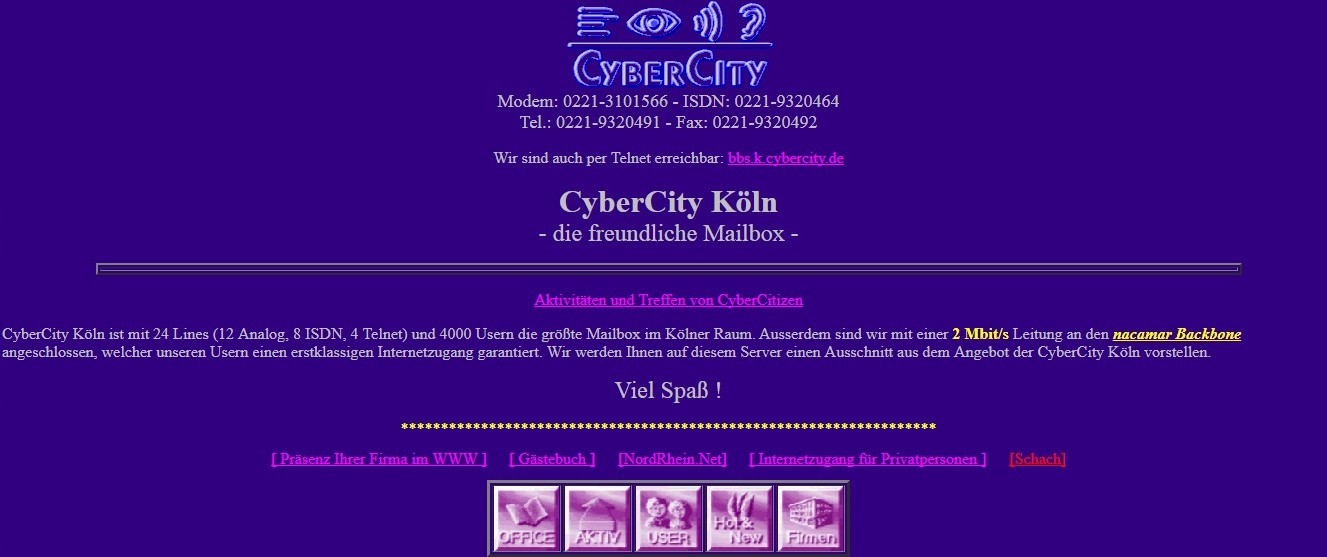
CyberCity Köln (1997)

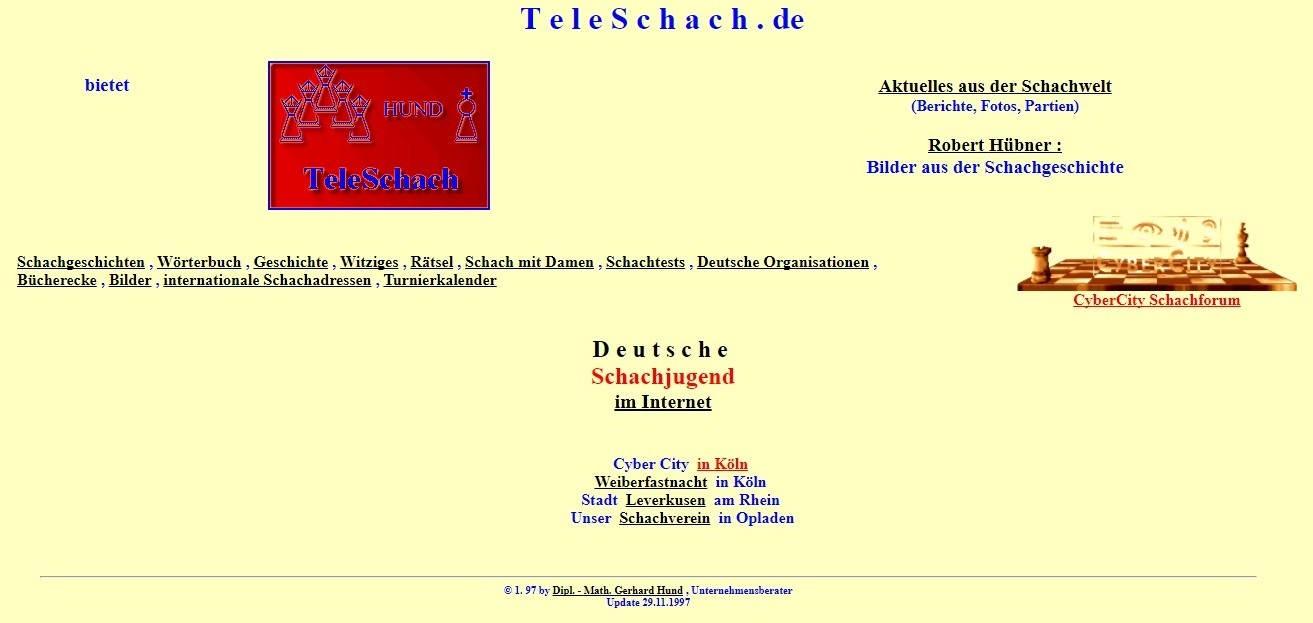
TeleSchach.de (1997)

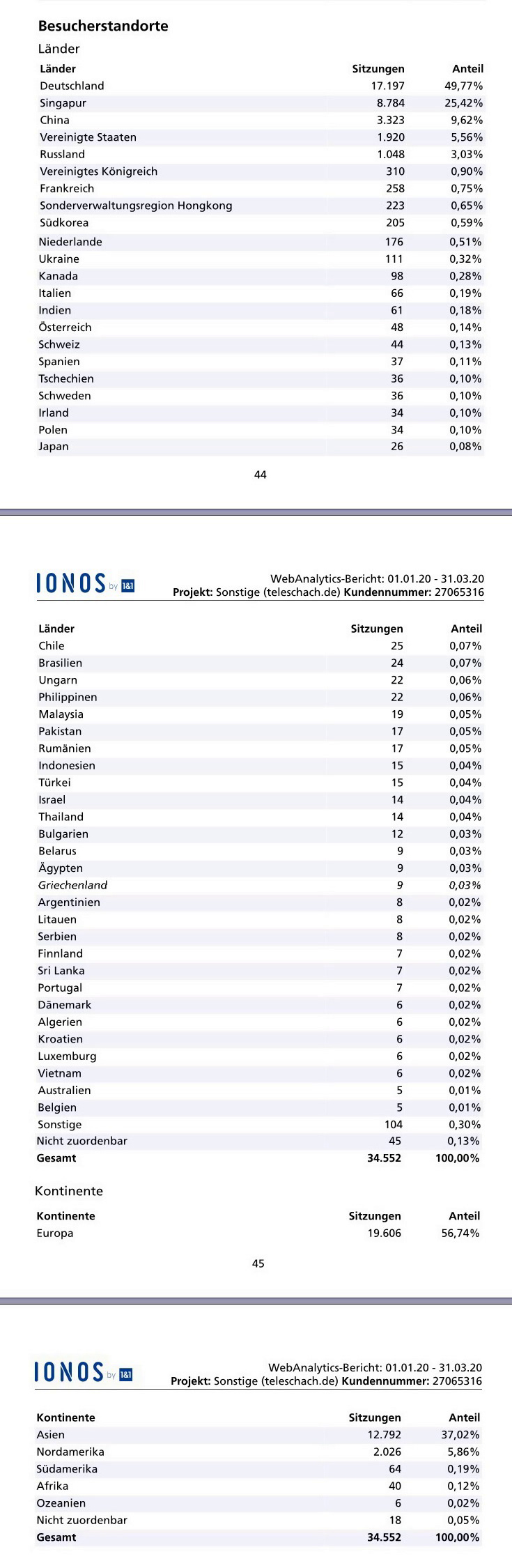
Besucherstatistik nach Herkunftsländern für das 1. Quartal 2020

Ab Frühjahr 1995, nach seiner Pensionierung, betrieb Gerhard Hund das Schachforum der CyberCity Köln und veranstaltete 1996 die 1. TeleSchach-Meisterschaft der CyberCity. Die Vorbereitungen hierzu traf Hund im Herbst 1995, wobei er mit Fritz Baumbach über E-Mail-Turniere diskutierte. Der Bund Deutscher Fernschachfreunde wollte damals jedoch noch keine E-Mail-Turniere veranstalten, und auch ChessBase bot erst später auf einem Schachserver Online-Turniere an.
Ab April 1996 war TeleSchach nicht nur in Deutschland, sondern weltweit im Internet vertreten. Hund berichtete 1996 tagesaktuell als Einziger weltweit im Internet über die Seniorenweltmeisterschaft im Schach in Bad Liebenzell. Mark Crowther (The Week in Chess) berichtete mehrmals über TeleSchach und brachte 1997 die Ankündigung der Seniorenweltmeisterschaft und Ergebnisse hierzu.
Eine Besucherstatistik nach Herkunftsländern für das 1. Quartal 2020 ist auf der rechten Seite als Bild aufgefügt.

## Themen und Berichte auf TeleSchach (Auswahl)
- Berichte zu den Chess Classic in Frankfurt und Mainz von (2000 bis 2010)
- Blinde und PC's – wie geht das?
- Ahnenforschung
- Klimawandel und Coronakrise
- Warnung meiner Leser vor Betrug EURO MILLIONS, ABN-AMRO Bank London, Deutsche&Spanish Euro System und Andere !
- Wikipedia - Die freie Enzyklopädie
- Klaus Scharff (Mathematiker)
- ChessOrg Festival (Schachfestival Bad Wörishofen) seit 1985
- CyberCity Schachforum: Wörterbuch spezieller Schachbegriffe (German - English, Englisch - Deutsch)
- Deutsche Schach-Bundesliga seit 1998 (live mit Laptop über Handy ins Internet)
- Deutsche Schachmeisterschaften der Frauen seit 1939
- Dortmunder Schachtage seit 1973
- Ein Überblick zu sämtlichen Schacholympiaden
- Fernschach: Berichte über Fernschachtreffen (1950, 1996 bis 2013) und Fernschach-Olympiaden
- Übersicht zu historischen Turnieren in Deutschland (inklusive deutscher Meisterschaften) ab 1887
- Weltmeisterschaften der Senioren seit 1991